# Marion Grein
Marion Grein (* 20. März 1966) ist eine deutsche Linguistin und Professorin der Johannes Gutenberg-Universität Mainz mit dem Fachgebieten Neurolinguistik, Sprachlehrforschung und Deutsch als Fremdsprache.

## Leben und Karriere
Marion Grein verbrachte einen Großteil ihrer Schulzeit in Japan, wo sie die Deutsche Schule Tokyo Yokohama besuchte und dort 1985 das Gymnasium mit dem Abitur abschloss. Anschließend studierte sie an der Johannes Gutenberg-Universität Mainz Vergleichende Sprachwissenschaften. 1990 erwarb sie dort den Magister Artium, acht Jahre später promovierte sie über das Thema „Mittel der Satzverknüpfung Deutsch-Japanisch kontrastiv“ und begann als Universitätsdozentin im Bereich Allgemeine und Vergleichende Sprachwissenschaften sowie in Deutsch als Fremdsprache zu arbeiten. Von 2003 bis 2006 habilitierte sie sich an der Westfälischen Wilhelms-Universität Münster, ihre Habilitationsschrift befasste sich mit dem Thema „Kommunikative Grammatik im Sprachvergleich. Die Sprechaktsequenz Direktiv und Ablehnung im Deutschen und Japanischen“. Seit 2005 lehrt sie an der Universität Mainz im Fach Deutsch als Fremdsprache. 2011 übernahm sie die Leitung des Masterstudienganges in diesem Fach.
Zu ihren Forschungsschwerpunkten gehören die Vorgänge beim Lernen im Gehirn, die Rolle der Neurotransmitter und der Einsatz von digitalen Medien im Fremdsprachenunterricht. Sie lehrt über Neurodidaktik, die Fremdsprachendidaktik mit Forschung im Bereich des Gehirns verbindet, sowie im Bereich Deutsch als Fremd- und Zweitsprache im Erwachsenenbereich. In vergleichender Linguistik bezieht sie sich vorwiegend auf die Sprachen Deutsch, Englisch und Japanisch. Darüber hinaus ist auch interkulturelle Kommunikation ein Schwerpunkt ihrer Arbeit, wobei sie sich auf ihre Reiseerfahrungen in zahlreiche Länder stützt.

## Veröffentlichungen (Auswahl)
- Einführung in die Entwicklungsgeschichte der japanischen Schrift. Liber Verlag, Mainz 1994, ISBN 3-88308-063-2.
- Mittel der Satzverknüpfung im Deutschen und im Japanischen: Eine typologisch-kontrastive Analyse (DUV Sprachwissenschaft). Springer Verlag 1998, ISBN 978-3-824442942.
- Kommunikative Grammatik im Sprachvergleich. Die Sprechaktsequenz Direktiv und Ablehnung im Deutschen und Japanischen. Niemeyer, Tübingen 2007, ISBN 978-3- 484750340.
- Neurodidaktik. Grundlagen für Lehrende. Hueber Verlag, München 2013, ISBN 978-3-19-201751-3.
- Multikodalität und Digitales Lehren und Lernen. Frank-Timme-Verlag, Berlin 2021, ISBN 978-3-7329-0813-4. (herausgegeben mit Christina Maria Ersch)